# معاهدة إعادة التأمين

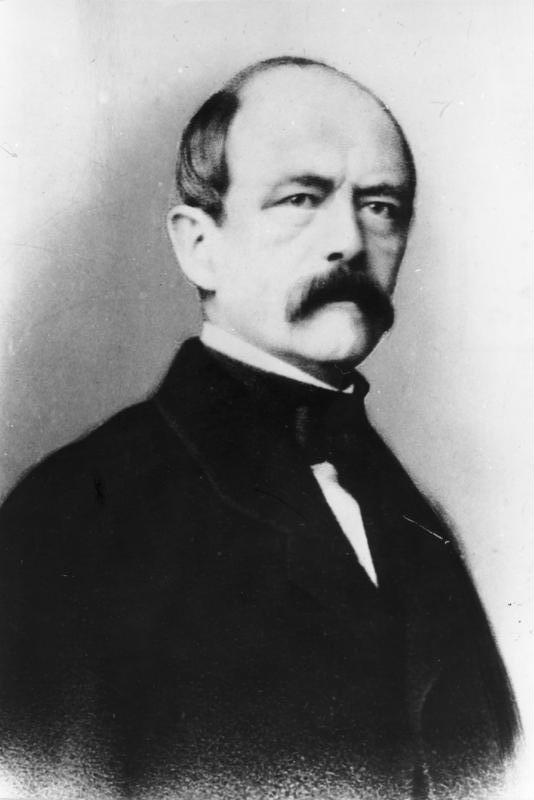

كانت معاهدة إعادة التأمين، السارية من عام 1887 إلى عام 1890، اتفاقيةً دبلوماسيةً سرية للغاية بين ألمانيا وروسيا. لم يعرف سوى عدد قليل من كبار المسؤولين في برلين وسان بطرسبورغ وجودها. لقد لعبت المعاهدة دورًا حاسمًا في شبكة أوتو فون بسمارك المعقدة للغاية للتحالفات والاتفاقيات التي تهدف إلى الحفاظ على السلام في أوروبا والحفاظ على الهيمنة الاقتصادية والدبلوماسية والسياسية لألمانيا.
نصت المعاهدة على أن يظل كل طرف محايدًا إذا دخل الطرف الآخر في حرب مع قوة عظمى ثالثة، مع أن هذا لن ينطبق إذا هاجمت ألمانيا فرنسا أو إذا هاجمت روسيا النمسا والمجر. دُفعت ألمانيا للصداقة الروسية من خلال الموافقة على مجال النفوذ الروسي في بلغاريا وروميليا الشرقية (جزء من جنوب بلغاريا الحالية) والموافقة على دعم العمل الروسي للحفاظ على البحر الأسود كمحمية خاصة بها. وعندما رفضت ألمانيا تجديد المعاهدة في عام 1890، بدأ يتبلور التحالف الفرنسي الروسي من 1891 و1892 إلى 1917 بشكل سريع.

## الخلفية
نشأت معاهدة إعادة التأمين بعد انقضاء تحالف الأباطرة الثلاثة عام 1887. انتهى التحالف بسبب المنافسة بين النمسا والمجر وروسيا (الإمبراطور ألكسندر الثالث) على مناطق النفوذ في البلقان. وفي أوائل عام 1887 ذهب دبلوماسي روسي إلى برلين لاقتراح معاهدة تكون روسيا بموجبها محايدة وودية في حالة نشوب حرب بين ألمانيا وفرنسا، وفي المقابل ستعترف ألمانيا بالهيمنة الروسية في بلغاريا، وتعِدُ بالحياد الودي إذا استولت روسيا على مضيق الدولة العثمانية. أيد بسمارك الفكرة بقوة، لكن القيصر ألكسندر رفض الخطة حتى أقنعه وزير خارجيته نيكولاي جيرز أن هذا - في غياب الصداقة الفرنسية - هو أفضل ما يمكن أن تفعله روسيا. رفض بسمارك طلب روسيا بأن تظل ألمانيا محايدة إذا دخلت روسيا في حرب مع النمسا، موضحًا أن برلين لديها تحالف ثلاثي قوي مع فيينا.
كان لبسمارك سياسة طويلة الأمد للحفاظ على السلام في أوروبا، ولكن المنافسة المتزايدة بين روسيا والنمسا والمجر على الهيمنة على البلقان هددت هذا السلام. شعر بسمارك أن الاتفاق مع روسيا ضروري لمنع التحالف الروسي مع فرنسا، وكان لديه دائمًا سياسة إبقاء فرنسا معزولة دبلوماسيًا لتجنب حرب على جبهتين تقاتل فيها ألمانيا كل من فرنسا وروسيا. خاطر بسمارك بتوسيع مجال النفوذ الروسي نحو البحر الأبيض المتوسط والتوترات الدبلوماسية مع فيينا.
تتكون المعاهدة التي وقعها بسمارك ووزير الخارجية الروسي نيكولاي جيرز من جزأين:
1. اتفقت كل من ألمانيا وروسيا على مراعاة الحياد الخيري إذا تورط أحدهما في حرب مع دولة ثالثة. إذا هاجمت ألمانيا فرنسا أو إذا هاجمت روسيا النمسا والمجر، فلن يتم تطبيق هذا البند. وفي هذه الحالات، يمكن أن تدخل التحالفات الثنائية المتميزة حيز التنفيذ. تنطبق معاهدة إعادة التأمين فقط عندما كانت فرنسا أو النمسا والمجر المعتدين.
2. في بروتوكول الإنجاز الأكثر سرية، ستعلن ألمانيا الحياد في حالة التدخل الروسي ضد السيطرة العثمانية على مضيق البوسفور والدردنيل.

## إلغاء التجديد
كجزء من نظام بسمارك حول "تحويل المحيط"، كانت المعاهدة تعتمد بشكل كبير على هيبته.[بحاجة لمصدر] وعقب أن عزل القيصر فيلهلم الثاني بسمارك من منصبه عام 1890، طلبت روسيا تجديد المعاهدة؛ رفضت ألمانيا. رأى ليو فون كابريفي، خليفة بسمارك، أنه لا حاجة لتهدئة روسيا. أجمعت مؤسسة السياسة الخارجية الألمانية على رفض التجديد، لأنها تناقضت مع العديد من المواقف الألمانية الأخرى فيما يتعلق بالنمسا وبريطانيا ورومانيا وإيطاليا. فعلى سبيل المثال، تناقضت معاهدة إعادة التأمين مع المعاهدة السرية لعام 1883 التي وعدت فيها ألمانيا والنمسا بحماية رومانيا. لم تعرف روسيا شيئًا عن تلك المعاهدة.
اعتقد القيصر فيلهلم الثاني، الذي لا كان زال له تأثير كبير في السياسة الخارجية، أن صداقته الشخصية مع القيصر ألكسندر الثالث ستكون كافية لضمان المزيد من العلاقات الدبلوماسية الودودة. كانت أولويته الأعلى بناء علاقات أفضل مع بريطانيا. لقد توترت العلاقات البريطانية الروسية منذ فترة طويلة بسبب سعي روسيا للسيطرة على المضيق التركي الذي يربط البحر الأسود والبحر الأبيض المتوسط. خشيت لندن من أن التوسع الروسي في جنوبها سيهدد المصالح الاستعمارية البريطانية في الشرق الأوسط. قدمت فرنسا، التي كانت في أمس الحاجة إلى حليف لها، مساعدةً ماليةً مؤجلة لإعادة بناء الاقتصاد الروسي ونجحت في تطوير التحالف الفرنسي الروسي في عام 1894، منهية العزلة الفرنسية. إن إقالة بسمارك، والمزاج غير المنتظم لفيلهلم الثاني، والسياسة غير المؤكدة للرجال الذين خلفوا بسمارك، كانت أسبابًا مشتركة لتزايد الاضطراب الدولي.
في عام 1896، تسبب بسمارك، عند التقاعد، في ضجة كبيرة عندما كشف لصحيفة ألمانية عن وجود معاهدة. كما ألقى باللوم على خليفته (الكونت كابريفي) كمسؤول عن عدم تجديدها في عام 1890. قال بسمارك إن فشل المعاهدة جعل التقارب ممكنًا لفرنسا وروسيا.
وافق المؤرخون[من؟] على أن معاهدة إعادة التأمين نفسها لم تكن ذات أهمية كبيرة، ولكن الفشل في تجديدها مثٍل نقطة تحول حاسمة في تحرك روسيا بعيدًا عن ألمانيا ونحو فرنسا، وبالتالي كان أحد الأسباب المتعددة للحرب العالمية الأولى التي اندلعت في عام 1914.